# Nicolás Herrera
Nicolás Gregorio Herrera (Montevideo, Gobernación del Río de la Plata, 8 de septiembre de 1774 - Santa Lucía, Uruguay, 28 de febrero de 1833) fue un  jurisconsulto rioplatense de larga trayectoria tanto en España como en el Río de la Plata. 

## Educación y familia
Era nieto de Cristóbal Cayetano de Herrera, oriundo de Lanzarote (Islas Canarias), que formó parte del primer Cabildo de Montevideo. Tuvo nueve hermanos. Estudió en la Universidad Mayor Real y Pontificia San Francisco Xavier de Chuquisaca y fue ordenado allí de sacerdote; pero pronto abandonó los hábitos. Completó sus estudios de derecho en España y regresó a Montevideo en 1801.
En 1802 se casó en Montevideo con Consolación Obes, con la cual tendría un único hijo, Manuel Herrera y Obes.

## Carrera política
En 1806 el cabildo de Montevideo lo envió a España a informar sobre las invasiones inglesas y la captura de Buenos Aires; por su gestión, la Corte asignó a su ciudad el nombre de "muy fiel y reconquistadora ciudad de Montevideo."
Permaneció en Madrid casi tres años, en donde obtuvo un éxito relativamente importante en los petitorios que llevaba ante el rey. En 1808 fue compulsivamente elegido diputado a las Cortes de Bayona, congreso convocado por Napoleón Bonaparte para representar a las provincias españolas bajo el gobierno de su hermano José. Se mostró como un leal súbdito del Emperador. No había sido elegido por el Virreinato del Río de la Plata, sino por el partido francés de España. Al menos había nacido en el Río de la Plata: otros virreinatos fueron representados por españoles que nunca habían cruzado el océano Atlántico.
Cuando las Cortes fueron disueltas, debido a la Guerra de Independencia Española, regresó a Sudamérica con el cargo de administrador de la Real Hacienda en Huancavelica, Perú, un centro minero clave. Sin embargo, en lugar de ir al Perú, fue destinado a Montevideo, donde lo sorprendió la Revolución de Mayo. Su actitud ante la Revolución fue de apoyo debido a su orientación liberal y afrancesada, aunque el apoyo lo ejerció con cautela y a través de una cuidadosa política, desde su cargo como asesor del Cabildo, que discutía desde mayo de 1810 qué actitud tomar ante los sucesos de Buenos Aires. Fue el primer redactor del periódico oficial, Gazeta de Montevideo, publicado entre 1810 y 1814, pero estuvo a cargo de esa tarea solo en los dos primeros números. Mantuvo contactos con los revolucionarios a través de la figura de su amigo el Escribano del Rey en Montevideo, Pedro Feliciano Cavia, quien estaba fuertemente implicado en el movimiento del lado oriental. Por esa causa fue expulsado de la ciudad por el virrey Francisco Javier de Elío en 1811, y —tras ejercer durante un tiempo como secretario del jefe del ejército sitiador, José Rondeau— se refugió en Buenos Aires.
Apenas llegado a Buenos Aires, su talento político, formación y experiencia anterior parecen haber sido suficientes para ganarle rápidamente altos puestos en la administración revolucionaria. Allí se alió al grupo que había acompañado a Mariano Moreno y participó en los conflictos que llevaron a la caída de la Junta Grande. Fue el secretario de Hacienda del Primer Triunvirato y acompañó la política de Bernardino Rivadavia. Como secretario de gobierno interino firmó con el enviado portugués Juan Rademaker el armisticio conocido como Tratado Rademaker-Herrera, por el cual las tropas portuguesas abandonaban la Banda Oriental. Desde el 11 de septiembre de 1812 fue el director de la Gazeta de Buenos Ayres.
Caído el Primer Triunvirato, viajó en misión diplomática al Paraguay donde intentó infructuosamente la reincorporación de esa provincia a las Provincias Unidas del Río de la Plata. También fue miembro de una comisión que preparó la constitución que debía aprobar la Asamblea del Año XIII, la cual nunca fue sancionada.
Fue ministro de gobierno de Gervasio Antonio de Posadas y delegado de Carlos María de Alvear ante el caudillo José Artigas. Fue el redactor de las cartas de Alvear para Lord Strangford y el ministro inglés Castlereagh.

## Apoyo a la causa luso-brasileña
A la caída de Alvear fue exiliado en Río de Janeiro. Se unió al grupo de Montevideo contrario al gobierno de José Artigas, y luego terminó por identificarse con los enemigos del gobierno de las Provincias Unidas. Sus enemigos en Buenos Aires lo acusaron de haber escrito una carta anónima a José Rondeau, que se difundió ampliamente en Buenos Aires, en donde se apoyaba la idea del retorno de las provincias a la tutela de España y Portugal. Él negó obstinadamente haberlo hecho, y jamás se encontraron pruebas que lo vincularan a esa carta.
Apoyó la invasión luso-brasileña de la Banda Oriental por parte de las tropas del Rey de Portugal, y la toma de su capital. En diciembre de 1817 firmó el tratado por el que se entregaba Montevideo con el comandante invasor, general Carlos Federico Lecor, y poco más tarde, lo recibió bajo palio a su entrada en Montevideo. Éste lo empleó como su secretario personal.
Recibió refugiados en la ciudad a Alvear y José Miguel Carrera, con el apoyo de los cuales organizó una campaña contra el director Juan Martín de Pueyrredón, y los apoyó en sus andanzas de 1820. También fue miembro del Tribunal de Justicia de Montevideo durante la ocupación portuguesa.
Fue el jefe civil del gobierno de la Cisplatina, nombre que dieron los brasileños a la provincia oriental cuando la incorporaron al Imperio del Brasil. Fue un leal servidor del Imperio del Brasil, y concentró sus esfuerzos en evitar la pérdida de la Cisplatina a manos de la Argentina. Fue enviado a Río de Janeiro como senador, representando a su provincia.
Comenzada la campaña de los Treinta y Tres Orientales, el gobierno de la capital pasó a ser controlado por Lecor, mientras Herrera regresaba a la ciudad, sólo para volver poco después a Río de Janeiro, esta vez como diputado.

## Actuación en los inicios del Estado Oriental del Uruguay
Regresó a Montevideo en 1828 y redactó un proyecto de constitución para el nuevo Estado Oriental del Uruguay, pero lo presentó al gobierno imperial antes de someterlo a consideración de los uruguayos. El 1 de diciembre de 1829 llegó nuevamente a Río de Janeiro, esta vez como embajador ante el Emperador.
En 1830 el general Fructuoso Rivera asumió el gobierno de la recién creada República Oriental del Uruguay. Pero, debido a sus constantes ausencias, el poder real lo ejercía un grupo de allegados llamado popularmente "Los cinco hermanos" entre los que se contaba (además de Nicolás Herrera), José Longinos Ellauri, Lucas Obes, Juan Andrés Gelly, Julián Álvarez y posteriormente Santiago Vázquez. En este período fue Senador de su país.
Falleció en la villa de Santa Lucía el 28 de febrero de 1833.